# Pala corta
La pala corta es una modalidad del juego de pelota vasca, cuya herramienta es una pala de madera. Esta modalidad se disputa en frontones de 36 metros y por parejas.
La pala que se utiliza suele ser de madera de haya, está fabricada de una sola pieza. La pelota por su parte es de cuero, de mayor grosor y diámetro que en paleta.
Especialidad muy física y espectacular, por la velocidad que coge la pelota. La forma de jugar con la pala corta consiste en "empalar", es decir, golpear la pelota con la parte central de la pala, alcanzando gran importancia los efectos logrados con la pelota.
España es el principal dominador de la modalidad, siendo también muy practicada en Francia y ya en menor medida en Argentina, México y Cuba. 
La pala corta es disputada a nivel aficionado, siendo una variante de la pala larga, que se disputa en frontones de 54 metros, ya en categoría profesional.

## Pala corta en los Mundiales de Pelota Vasca
| N.º  | Año  | Sede                    | Oro     | Plata     | Bronce    | Campeones                       |
| I    | 1952 | San Sebastián · España  | España  | Francia   |           | JC. Artola - S. Aristi          |
| II   | 1955 | Montevideo · Uruguay    | España  | México    |           | JC. Artola - S. Aristi          |
| III  | 1958 | Biarritz Francia        | España  | Francia   |           | Sola - Aristi                   |
| IV   | 1962 | Pamplona · España       | España  | Francia   |           | D. Llorca - Carlos Garralda     |
| V    | 1966 | Montevideo · Uruguay    | España  | México    |           | Santiago Mendiluce - L. Unanue  |
| VI   | 1970 | San Sebastián · España  | España  | Francia   | México    | Santiago Mendiluce - Llorca     |
| VII  | 1974 | Montevideo · Uruguay    | Francia | Argentina | España    |                                 |
| VIII | 1978 | Biarritz Francia        | España  | México    | Francia   | Alberto Ancizu - Manuel Ezponda |
| IX   | 1982 | México · México         | España  | México    | Argentina | P. Hernández - R. Garrido       |
| X    | 1986 | Vitoria · España        | España  | México    | Francia   | Daniel García - R. Garrido      |
| XI   | 1990 | Cuba · Cuba             | España  | Francia   | Cuba      | Daniel Garcia - R. Garrido      |
| XII  | 1994 | San Juan de Luz Francia | España  | Francia   | Cuba      | Ceberio - Recalde               |
| XIII | 1998 | México · México         | Cuba    | España    | Francia   | R. González - V. Lujan          |
| XIV  | 2002 | Pamplona · España       | España  | Francia   | México    | Gaubeka - Erburu II             |
| XV   | 2006 | México · México         | España  | Francia   | México    | Urriza - Velilla                |
| XVI  | 2010 | Pau Francia             | Francia | España    | Cuba      | Iris - Brefel                   |
| XVI  | 2014 | Guadalajara · México    | Cuba    | Francia   | España    |                                 |

### Medallero histórico
| Núm. | País      | Oro | Plata | Bronce | Total |
| ---- | --------- | --- | ----- | ------ | ----- |
| 1    | España    | 13  | 2     | 2      | 17    |
| 2    | Francia   | 2   | 9     | 3      | 14    |
| 3    | Cuba      | 2   | 0     | 3      | 5     |
| 4    | México    | 0   | 5     | 3      | 8     |
| 5    | Argentina | 0   | 1     | 1      | 2     |
|      | TOTAL     | 16  | 16    | 11     | 43    |

## Pala corta en los Juegos Olímpicos
| N.º | Año                          | Sede          | Oro    | Plata   | Bronce            | Campeones                  |
| I   | 1924 (deporte de exhibición) | París Francia | España | Francia | Sin participación | Javier Adarraga y Cantolla |

### Medallero histórico
| Núm. | País    | Oro | Plata | Bronce | Total |
| ---- | ------- | --- | ----- | ------ | ----- |
| 1    | España  | 1   | 0     | 0      | 1     |
| 2    | Francia | 0   | 1     | 0      | 1     |
|      | TOTAL   | 1   | 1     | 0      | 2     |